# NGC 1317
NGC 1317 (= NGC 1318) è una galassia a spirale intermedia situata nella costellazione della Fornace, a una distanza di circa 88 milioni di anni luce dalla nostra Via Lattea.

## Scoperta
La galassia è stata scoperta il 24 novembre 1826 dall'astronomo britannico James Dunlop.
Il 19 gennaio 1865, la stessa galassia è stata osservata dall'astronomo tedesco Julius Schmidt e successivamente inserita nel New General Catalogue con la designazione NGC 1318.

## Descrizione
NGC 1317 ha una classe di luminosità I.

## Morfologia
NGC 1317 è stata utilizzata da Gérard de Vaucouleurs come esempio del tipo morfologico (R')SAB(rl)a nel suo atlante delle galassie. Nella Banda K dell'infrarosso, NGC 1317 presenta una barra centrale superiore a 50 arcosecondi la cui ellitticità massima è di 0,24. L'angolo di posizione è di 148°.

### Un disco attorno al nucleo

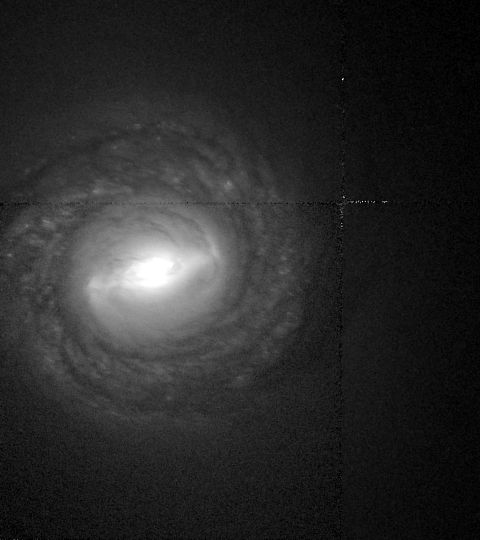
Il disco centrale della galassia a spirale nelle immagini riprese dal Telescopio spaziale Hubble

Grazie alle osservazioni condotte dal Telescopio spaziale Hubble, è stato scoperto attorno al nucleo di NGC 1317 un disco dove è attiva la formazione stellare. La dimensione del semiasse maggiore è stimata in 1450 pc (~4730 anni luce).

## Gruppo di NGC 1316
NGC 1317 fa parte del Gruppo di NGC 1316, che a sua volta fa parte dell'Ammasso della Fornace e comprende almeno 20 galassie, tra cui IC 335, NGC 1310, NGC 1316, NGC 1317, NGC 1341, NGC 1350, NGC 1365, NGC 1380, NGC 1381, NGC 1382 e NGC 1404.
NGC 1317 è situata alla periferia dell'Ammasso della Fornace di cui fa parte. La galassia sembra essere in interazione gravitazionale con NGC 1316, una galassia lenticolare gigante.